# Saint-Germain-de-Confolens
Saint-Germain-de-Confolens korábbi község Franciaországban, Charente megyében. Lakosainak száma 69 fő (2018. január 1.). Saint-Germain-de-Confolens Brillac, Confolens, Esse és Lessac községekkel határos.
2016. január 1-jén Confolens új községhez csatolták.

## Népesség
A település népessége az elmúlt években az alábbi módon változott:
| Lakosok száma | 258  | 240  | 128  | 109  | 98   | 96   | 88   | 84   | 69   | 69   |
|               | 1962 | 1968 | 1982 | 1990 | 1999 | 2008 | 2011 | 2013 | 2017 | 2018 |